# Canthon probus
Canthon probus là một loài bọ cánh cứng trong họ Bọ hung (Scarabaeidae).